# 地產霸權

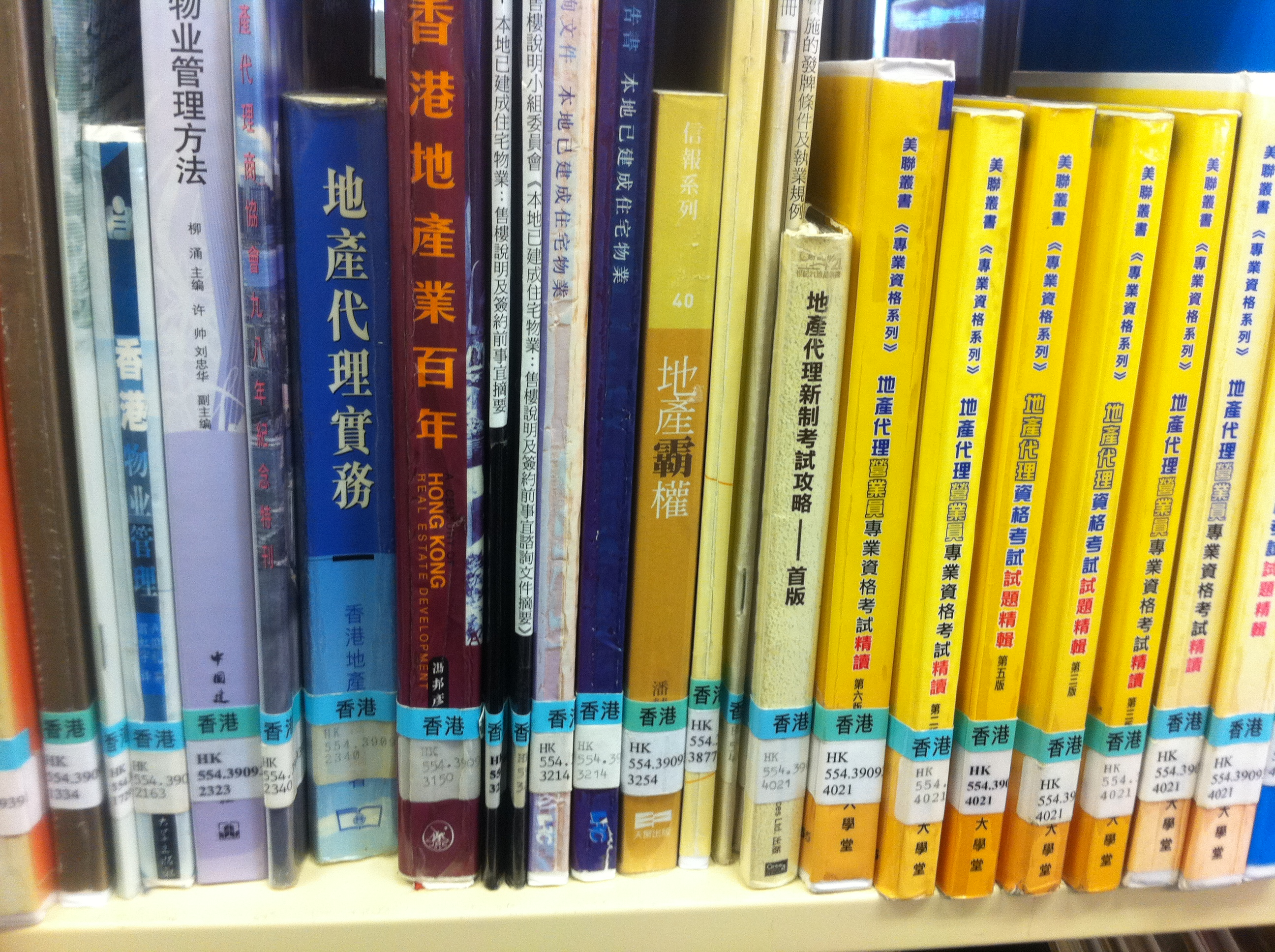
此書一般分類為香港地產業參考書

《地產霸權》，英文原名：Land and the Ruling Class in Hong Kong（香港的土地與統治階層）是一本分析香港地產業現象的書籍。作者為潘慧嫻，中文版《地產霸權》譯者為顏詩敏。

## 簡介
Land and the Ruling Class in Hong Kong（香港的土地與統治階層）原於2005年以英文寫成，2007年獲選為加拿大書評年鑑編輯推薦書籍。2010年經天窗出版翻譯成中文版並命名為《地產霸權》，於2010年香港書展期間出版，一紙風行。同年12月，經作者修訂內容及加入最新資料後，Land and the Ruling Class in Hong Kong (Second Edition) 英文版在香港面世。
本書作者潘慧嫻，曾擔任新鴻基地產已故創辦人郭得勝私人助理8年，其後加入另一家地產商，郭鶴年家族旗下的嘉里建設，負責土地及物業的估價與收購。作者因從事地產發展業，以其經驗分析資料數據，剖析香港地產業的運作與結構。
作者指出，香港地產商的壟斷局面，早於香港主權移交前，由殖民地政府的土地政策造成。包括限制每年賣地不多於50公頃，於發展新界新市鎮發出大量換地權益書，及容許發展商於市場收購舊樓重建等。2002年，當時的特區政府推出俗稱「孫九招」的挽救樓市措施，停止賣地並停售居屋，令供應減少，做成樓價於近年大幅急升。
香港一直實施的聯繫匯率制度，使港元匯價及利息跟隨美元升跌，導致通貨膨脹，亦是令樓價上升的因素之一。

## 影響
中文版推出後，獲香港各界及主流媒體關注，書名「地產霸權」一詞更被引伸用以形容現時香港樓市以至經濟被多家大型地產商壟斷的社會現象，並成為2011年香港七一遊行主題之一。《地產霸權》揭示香港地產商對香港經濟的操控，啓發37歲「自由工作者」龐一鳴，展開「一年唔幫襯大地產商」行動，於一年期間不光顧地產商集團屬下企業包括連鎖式餐廳及超級市場，以杯葛大地產商。行動獲得傳媒關注及報導，包括蘋果日報及無綫電視時事節目星期日檔案等。

## 相關
本書中亦提及梁展文等事件，証明香港地產發展商如何「霸權」，與香港特區政府如何官商勾結。

## 書籍資料
- Land and the Ruling Class in Hong Kong (Second Edition), Alice Poon, December 2010, ISBN 978-981-4339-10-0
- 《地產霸權》 潘慧嫻著；顏詩敏譯. 香港：天窗出版社：信報財經新聞, 2010年7月2日. ISBN 978-988-19218-7-1
- Land and the Ruling Class in Hong Kong, Alice Poon, December 2005, ISBN 978-0973876000

## 資料來源
1. ↑  《地產霸權》(Land and the Ruling Class in Hong Kong)(作者潘慧嫻﹕買樓冒風險 入市切忌投機明報，2010年7月22日 （页面存档备份，存于）
2. ↑  團體遊行抗議地產霸權 （页面存档备份，存于） 明報即時新聞網，2011年6月26日
3. ↑  唐英年：香港無地產霸權 （页面存档备份，存于） 文匯報，2011年5月24日
4. ↑  七一遊行起步反對地產霸權團體打頭陣 （页面存档备份，存于） 商業電台，2011年7月1日
5. ↑  一個人對抗地產惡霸 （页面存档备份，存于） 蘋果日報，2010年11月10日
6. ↑  向地產商說不[永久] 星期日檔案，myTV.TVB.com，2011年1月23日

## 另見
- 香港房屋問題
- 香港土地供應
- 香港土地利用
- 香港公共房屋紀錄列表
- 香港資助出售房屋列表
- 香港私人屋苑列表
- 香港公共屋邨列表
- 居者有其屋計劃
- 租者置其屋計劃
- 綠表置居計劃
- 重建置業計劃
- 市區改善計劃
- 住宅發售計劃
- 可租可買計劃
- 夾心階層住屋計劃
- 中等入息家庭房屋計劃（僅有美樂花園）
- 置安心資助房屋計劃
- 土地發展公司
- 新加坡組屋
- 澳門經濟房屋[1]
- 中華人民共和國經濟適用房
- 耕者有其田
- 補地價

## 外部連結
- 《地產霸權》作者潘慧嫻(Alice Poon)分享片段（页面存档备份，存于）
- 地產霸權下的香港（页面存档备份，存于）

1. ↑  （繁體中文）. 澳門房屋局.   [2011年10月11日]. （原始内容存档于2011年9月26日）.